# Cyphonia colenophora
Cyphonia colenophora är en insektsart som beskrevs av Berg. Cyphonia colenophora ingår i släktet Cyphonia och familjen hornstritar. Inga underarter finns listade i Catalogue of Life.